# Kim Jin-hwan (ca sĩ)
Đây là một tên người Triều Tiên, họ là Kim.
Kim Jin-hwan (tiếng Triều Tiên: 김진환; sinh ngày 7 tháng 2 năm 1994) là một nam ca sĩ người Hàn Quốc, thành viên nhóm nhạc iKON trực thuộc YG Entertainment, từng được biết đến là Team B trong chương trình thực tế sống còn "Who is next: WIN" năm 2013 của đài Mnet.
Jinan cũng xuất hiện trên chương trình sống còn thứ hai là "MIX & MATCH", là thành viên trong đội hình chính thức của iKON cùng với B.I, Bobby. Ra mắt cùng iKON vào ngày 15/9/2015 cùng B.I, Bobby, Koo Jun-hoe, Song Yunhyeong, Kim Donghyuk và Jung Chanwoo.

## Sự nghiệp

### Thực tập sinh - Chương trình sống còn
Jinhwan trở thành thực tập sinh ở YG Entertainment vào tháng 2/2011. Cùng với B.I và Bobby (thành viên iKON sau này) là những thành viên đầu tiên của Team B. Koo Jun-hoe, Song Yunhyeong, Donghyuk được thêm vào sau đó. Team B đầu tiên được công chúng biết đến qua chương trình sống còn WIN: Who Is Next vào năm 2013. 11 thực tập sinh chia ra thành Team A và Team B, đội chiến thắng sẽ được debut với nghệ danh là Winner. Jinhwan đã thể hiện được kĩ năng ca hát và vũ đạo của bản thân. Nhưng do Team B được số phiếu bầu chọn ít hơn Team A, phải đối mặt với nguy cơ tan rã và thay đổi thành viên.
Năm 2014, Team B được quay trở lại cạnh tranh cùng 3 thực tập sinh khác để được ra mắt với tên iKON, Jinhwan được xác nhận là một trong ba thành viên chính thức, với vai trò leader cùng B.I và Bobby ở mỗi vòng đấu.

### Chính thức ra mắt cùng iKON
15/9/2015 là ngày debut của iKON với Warm-up Single (ca khúc chủ đề 'My Type'), đã chạm nóc Melon 18 lần và no.1 nhiều BXH ở Hàn Quốc và quốc tế. Jinhwan và Junhoe là giọng ca chính của nhóm và rất được khen ngợi. Ngoài ra anh cũng là thành viên chính thức trên chương trình thực tế "Mari & I" cùng B.I.

## Danh sách đĩa nhạc và chương trình tham gia

### Bản quyền sáng tác
| Năm  | Ca sĩ  | Bài hát  | Vai trò     | Album            |
| ---- | ------ | -------- | ----------- | ---------------- |
| 2013 | Team B | "Climax" | Co-Lyricist | Win Final Battle |

### Chương trình thực tế
| Năm  | Kênh truyền hình | Tên              | Role       | Ghi chú                                                    |
| ---- | ---------------- | ---------------- | ---------- | ---------------------------------------------------------- |
| 2013 | Mnet             | Who Is Next: WIN | Chính thức | 10 tập, phát sóng ngày 23 tháng 8                          |
| 2014 | Mnet             | MIX & MATCH      | Chính thức | 9 tập                                                      |
| 2015 | JTBC             | Mari and I       | Chính thức | Tham gia cùng B.I, phát sóng vào 10h50 tối thứ 4 hàng tuần |